# 鸟姓
鸟姓為中国姓氏和越南姓氏之一，未列入《百家姓》中。

## 越南
鸟姓为越南斯丁族、墨侬族等少数民族姓氏。有观点认为该姓氏源于对“鸟”的崇拜；亦有观点认为该姓氏源自阮朝王室赐予的“雁姓”。